# Shannon Miller
Shannon Lee Miller (Rolla, 10 de março de 1977) é uma ex-ginasta artística norte-americana radicada em Edmond, Oklahoma. Shannon foi uma das ginastas mais bem sucedidas da história dos Estados Unidos nesta modalidade.
Miller é bicampeã mundial do individual geral, campeã mundial da trave, das barras assimétricas e do solo. Em Jogos Olímpicos, é campeã na trave, e em Jogos Pan-americanos é campeã das barras assimétricas, do solo e do concurso geral. Shannon detém um total de sete medalhas olímpicas, nove mundiais e cinco pan-americanas. Ao longo da carreira, conquistou um total de 59 medalhas internacionais e 49 medalhas nacionais. Por suas conquistas, Miller é considerada a segunda ginasta norte-americana, entre homens e mulheres, mais bem sucedida da história da modalidade, em particular por ter conquistado mais medalhas olímpicas e mundiais que qualquer outro, atrás apenas de Simone Biles.
Em sua vida particular, casou-se com Chris Phillips, de quem se separou anos mais tarde. Após aposentar-se das competições, se casou novamente, agora com o político John Falconetti, com quem teve um filho em 2009. Entre as maiores honrarias que já recebeu, estão figurar no International Gymnastics Hall of Fame e no U.S Gymnastics Hall of Fame. Ainda envolvida com a ginástica, apresenta um programa de tv e escreve para jornais e revistas como a Sports Illustrated. Como projetos profissionais, criou a Fundação Shannon Miller, dá palestras motivacionais e organizou o Tour of Gymnastics Superstars de 2008, que contou com as participações dos ginastas olímpicos. Entre suas obras de caridade, está o objetivo de combater doenças.

## Biografia

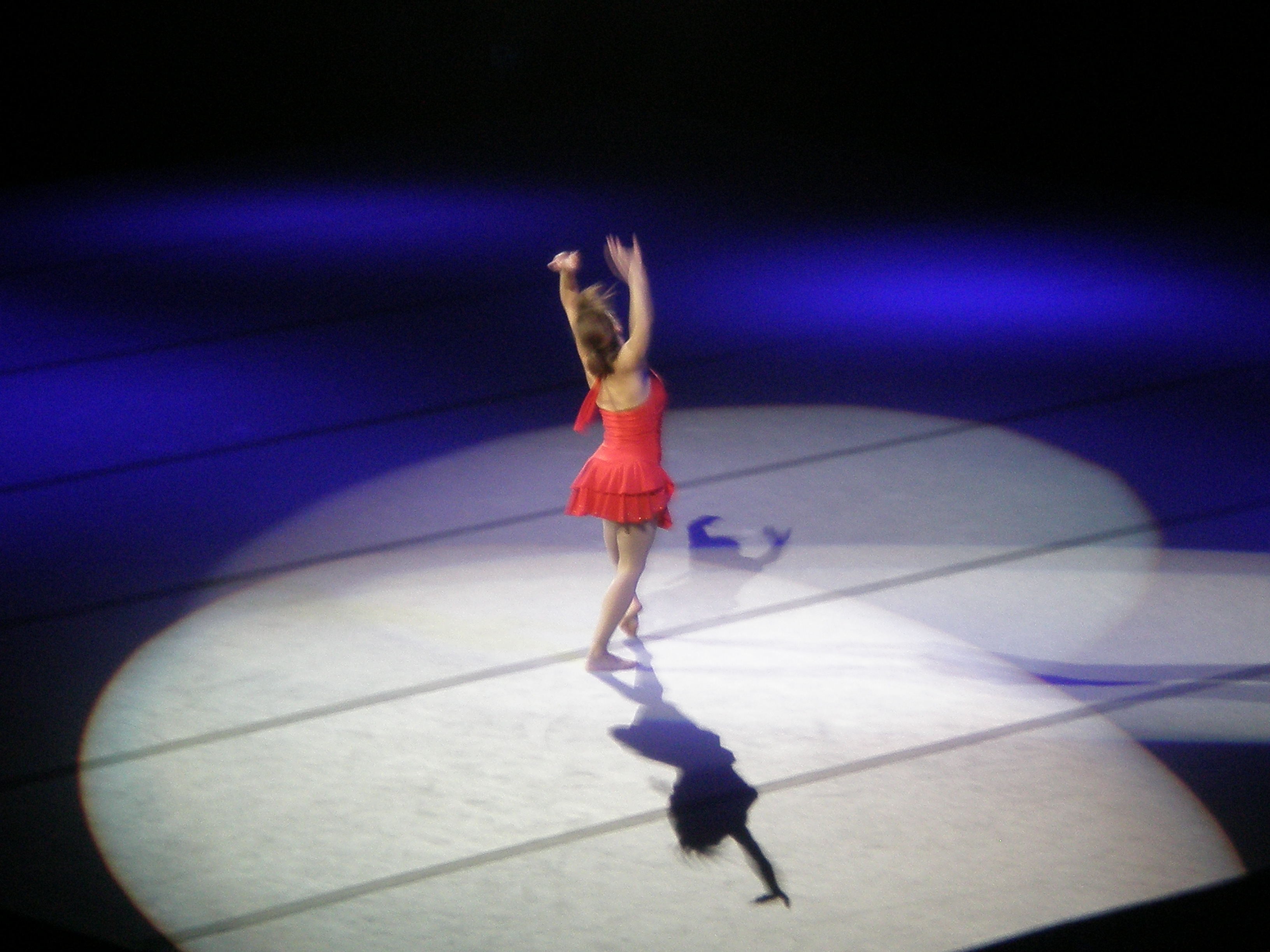
Miller em apresentação no Gymnastics Superstars Tour de 2008, que ajudou a organizar. A turnê durou setenta dias e percorreu as principais cidades do país.

Shannon nasceu em Rolla e, aos quatro meses, teve diagnosticado um problema de desenvolvimento nas pernas, sendo recomendado que usasse aparatos ortopédicos corretivos por alguns anos. Contudo, tanto os médicos quanto seus pais preferiram observar seu desenvolvimento, que transcorreu normalmente. Ainda menina, antes de iniciar seus treinamentos na ginástica, mudou-se para o estado de Oklahoma, onde morou com os pais, Claudia e Ron, e dois irmãos, Tessa e Troy. Seu pai era um professor de educação física e sua mãe uma bancária. Filha do meio, radicou-se na cidade de Edmond aos quatro anos, quando seu pai aceitou uma vaga de professor na Universidade Central de Oklahoma. Por causa da irmã, em quem se espelhava, começou a praticar balé, mas em menos de um ano, a dança tornou-se entediante e as meninas voltaram as atenções para a ginástica. No Natal de 1982, ganharam um trampolim de presente, que as estimulou ainda mais. Temerosos das filhas se machucarem devido as acrobacias que faziam, Claudia e Ron matricularam as duas nas aulas de ginástica, para que aprendessem os movimentos e não corressem os riscos do despreparo. Vendo o potencial das pequenas, o instrutor, Jerry Clavier, pediu que o horário delas passasse de uma hora por semana, para cinco. Desinteressada, Tessa desistiu, mas Shannon aceitou o ritmo de treinamento. Com o passar dos anos aumentou sua carga horária de treino e progrediu conforme o esperado, até apresentar-se uma jovem ginasta apta a competir nacional e internacionalmente, apesar de seu porte físico, na época pequeno até para uma ginasta.

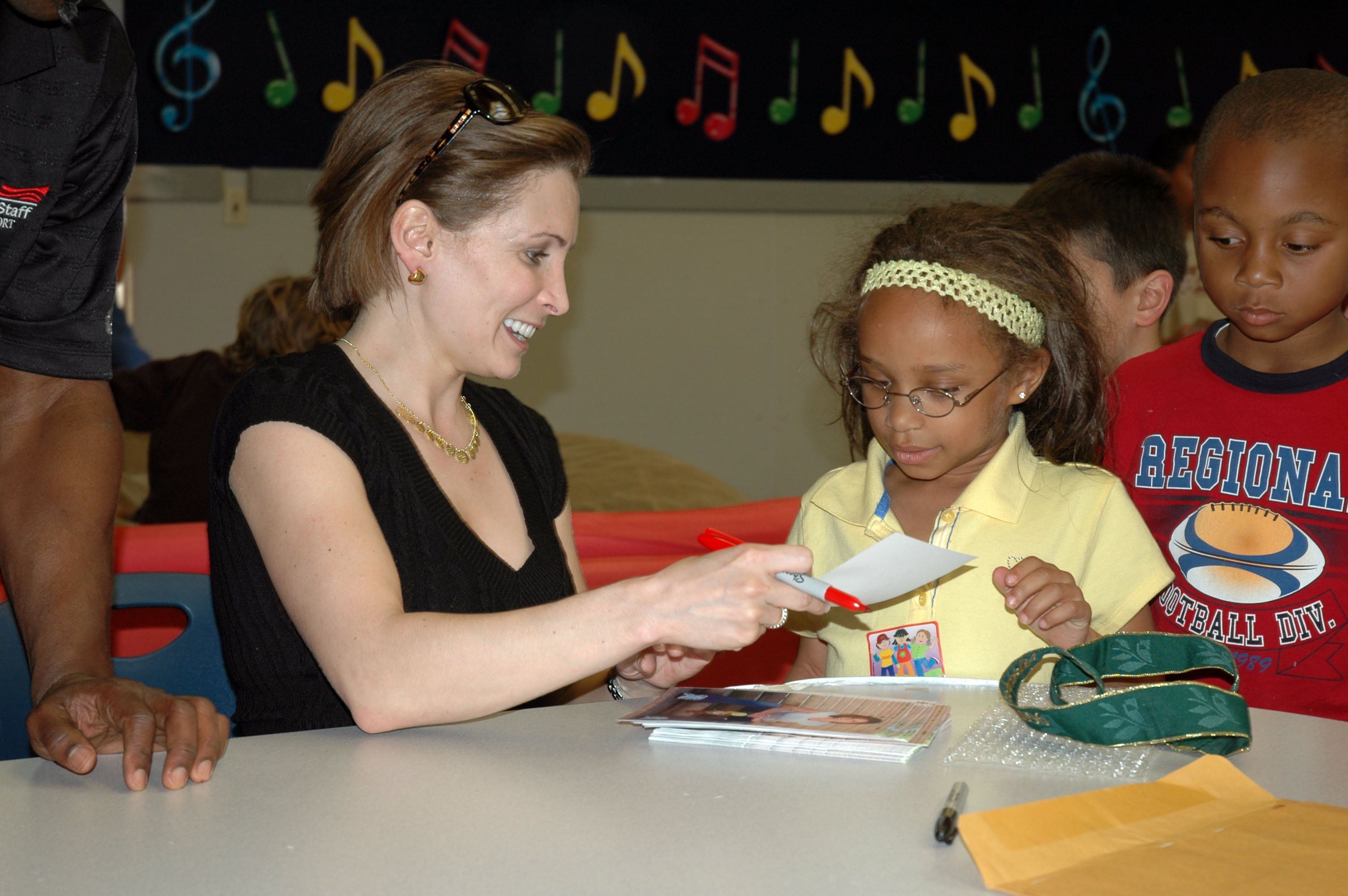
Em março de 2008, Miller deu autógrafos e assistência às famílias no Centro de Atividade Jovem do Naval Station Mayport.

Enquanto estudante, apesar das dificuldades encontradas devido as horas que passava treinando, graduou-se em maio de 1995 na escola secundária, graças também ao auxílio de um professor particular. Miller tem ainda uma graduação em administração com ênfase em marketing e em empreendedorismo pela Universidade de Houston e o Grau de Direito pela Universidade de Boston. Em 1999, a até então ginasta, casou-se com o estudante de medicina, Chris Phillips, em cerimônia para cerca de novecentos convidados. Porém, sete anos mais tarde, divorciou-se dele. Este episódio repercutiu na mídia nacional, pois o processo de desquite arrastou-se por quase dois anos, devido a desentendimentos provocados por dinheiro. No fim, em 7 de setembro de 2006, um juiz oficializou o término do casamento. Um ano mais tarde, Miller casou-se novamente, com o político republicano John Falconetti Em 29 de abril de 2009, aos 32 anos de idade, anunciou à revista International Gymnast o nascimento de seu primeiro filho para novembro. Em 28 do mês previsto, saudou a chegada de John Rocco. O nome do menino foi um composto do nome do pai (John) e do avô (Rocco). Em sua rotina particular e para manter a forma, Shannon gosta de se divertir jogando golfe e passeando com seu cão. Em oportunidades menos constantes, prefere saltar de paraquedas, corridas de automóveis, mergulhar e correr a maratona - em particular a de Nova Iorque, cujo melhor tempo foi de 4 h e 17 min.
| “ | Na ginástica, você deve ser perfeito em cada etapa do caminho | ” |

Tímida, enquanto ainda ginasta, tinha na modalidade artística uma espécie de escape para sua personalidade retraída, já que nas competições não precisava falar, apenas fazer o que sabia e gostava. No esporte, era conhecida por sua dedicação e perfeccionismo durante os treinos e apresentações, e seu espírito e ética esportivos. Para ela, a ginástica lhe proporcionou crescimento e convívio, em experiências que levará pela vida em forma de aprendizado através de algo que adorava praticar, em particular, na trave. Entre as premiações que recebeu estão a nomeação de Embaixadora da Boa Vontade de Oklahoma e Cidadã do Ano em Edmond, em 1992; e o Jim Trophy também em 1992; a Atleta Feminina do Ano pela National March of Dimes, em 1993; o Master of Sport Award, em 1994; e figurar no Oklahoma Sports Hall of Fame (2002), no U.S Olympic Hall of Fame, no International Gymnastics Hall of Fame (2006), no qual uniu-se as anteriores inseridas Cathy Rigby e Mary Lou Retton, e no U.S Gymnastics Hall of Fame (1998 e 2003) - este último com a particularidade de ser inserida por duas vezes: uma como equipe, pelas Sete Magníficas, e outra como atleta individual. Apesar de ter sido indicada diversas vezes ao Annual AAU Sullivan Award, nunca conquistou a premiação.

## Carreira
Os treinamentos de Miller tomaram início de fato quando a menina estava com cinco anos. Aos poucos foi evoluindo através dos níveis de classes no ginásio. Aos sete anos, seu instrutor a pôs no programa de testes para a associação de clubes independentes da ginástica norte-americana. Com o clube aprovado, a recompensa foi acompanhar o acampamento promovido pelo recém-chegado Béla Károlyi aos Estados Unidos. Aos nove, em uma viagem feita à União Soviética com as delegações estadunidense e canadense, foi considerada um talento aos olhos dos treinadores de lá e de Steve Nunno, quando retornou de lá pronta para intensificar suas rotinas. Pouco mais tarde, tornou-se uma ginasta representante da equipe nacional júnior, e, aos catorze, passou a defender a equipe nacional norte-americana sênior.

### EUA Júnior
A carreira profissional de Miller iniciou-se aos poucos, quando tinha nove anos de idade. Um pouco antes, aos cinco, iniciou realmente seus treinamentos na modalidade artística. Durante sua estadia na Rússia com as delegações norte-americanas, os técnicos soviéticos gostaram da performance da estadunidense e declararam que ela teria potencial para tornar-se uma atleta de ponta. Assim, a jovem ginasta passou a ser treinada pelo russo radicado em Edmond, Steve Nunno, que aprimorou seus movimentos e sua técnica. Sob os cuidados do novo treinador, Miller obteve progressos. Em 1988, foi a segunda colocada da divisão B da categoria no American Classic e a vencedora do concurso geral no U.S Classic. Ao doze anos, terminou na terceira colocação no Festival Olímpico de 1989, um campeonato que visava a exibição de novos talentos. No American Classic, saiu-se campeã.

### EUA Sênior
Sua entrada na equipe sênior nacional deu-se no ano de 1990, no Campeonato Norte-Americano, aos treze anos. Na ocasião, Shannon terminou na oitava posição geral. Já na Copa Catalina, a ginasta conquistou cinco medalhas em cinco disputáveis. Na primeira final, por equipes, conquistou saiu-se vitoriosa. Nos aparelhos, repetiu a primeira colocação nas disputas do solo, do salto sobre a mesa e das barras assimétricas. Já na trave de equilíbrio, Shannon terminou como a segunda colocada.
No ano seguinte, adicionando maiores dificuldades a suas rotinas, logo encontrou-se, aos quatorze anos, com uma das rotinas mais difíceis entre as ginastas de sua faixa-etária. Em sua primeira competição de nível internacional, a Copa Suíça, Miller conquistou sua primeira nota dez na trave de equilíbrio. Mais tarde, no Memorial Arthur Gander, mais uma nota dez no mesmo aparelho e uma medalha de ouro no all around. Entre os anos de 1991 e 1996, Shannon obteve seus maiores e melhores resultados em competições de grande porte, incluindo os Mundiais e os Jogos Olímpicos.
Em 1991, além de fazer sua estreia em um Campeonato Mundial, a ginasta também participou do Campeonato Nacional Norte-Americano. Neste evento, Miller subiu ao pódio apenas em uma final, ao conquistar uma medalha de ouro na disputa do solo. No ano seguinte, no Pré-Olímpico, mais uma primeira colocação, dessa vez, no concurso geral. Em 1994, nos Jogos da Amizade, Shannon conquistou cinco medalhas: a primeira delas veio na disputa do individual geral, de ouro, repetido no evento seguinte, das barras assimétricas, e no solo; na trave e no salto, a atleta terminou na segunda posição. No posterior ano, Miller conquistou três medalhas no Campeonato Nacional Coca-Cola: foi medalhista de ouro no salto, prata no individual geral e bronze nos exercícios de solo. No mesmo campeonato agora no ano seguinte, a ginasta encerrou as disputas com uma medalha de ouro no concurso geral. Após as Olimpíadas de Atlanta, em 1996, Shannon e suas companheiras de equipe participaram de uma excursão que passou por cem cidades entre competições e exibições. Shannon ainda competiu em 1997, na Universíada de Catania, na qual conquistou a primeira colocação do concurso geral, após superar uma compatriota, e a medalha de prata, por equipes, atrás das russas. Em 2000, Miller tentou prepara-se para as Olimpíadas de Sydney. Porém, uma lesão no joelho a fez encerrar a carreira por definitivo. No entanto, a oficialização só ocorreu em dezembro de 2001.

## Jogos Pan-Americanos

### Mar del Plata 1995
Nesta primeira e última edição dos Jogos Pan-Americanos de que participou, Shannon esteve presente em cinco finais, das seis disputáveis, obtendo medalhas em todas.
A primeira delas, por equipes, fora disputada ao lado de Amanda Borden, Amy Chow, Katherine Teft, Mary Beth Arnold, Jaycie Phelps e Dominique Dawes. As norte-americanas tornaram-se tetracampeãs da disputa coletiva após terminarem com a medalha de ouro, superando a equipe cubana e a seleção argentina, prata e bronze respectivamente. No evento seguinte, o individual geral, o pódio foi totalmente norte-americano: medalha de ouro para Shannon Miller, prata para Amanada Borden e bronze para Amy Chow. Nos eventos individuais por aparelhos, Miller conquistou mais três pódios: na decisão do solo, superou a compatriota Borden e terminou com a terceira vitória na competição; nas barras assimétricas, superou outra companheira de equipe, Amy Chow, e conquistou uma medalha de ouro novamente; já na decisão do salto sobre a mesa, Amy a superou por 0,012 ponto e encerrou o evento com a primeira colocação.
Nesta que foi sua única participação pan-americana, conquistou um total de cinco medalhas, quatro delas de ouro e uma de prata.

## Campeonato Mundial de Ginástica Artística
Em campeonatos mundiais foram quatro as participações da ginasta: Indianápolis – onde competiu em casa -, Birmingham, Brisbane/Dortmund e Sabae. Em todas as edições, Miller conquistou medalhas, somando um total de nove.

### Indianápolis 1991
Seu primeiro Campeonato Mundial foi disputado em território nacional, na cidade de Indianápolis, em 1991. Neste evento, no qual competiu aos quatorze anos, conquistou duas medalhas, ambas de prata.
A primeira veio através da disputa coletiva. Ao lado de Kim Zmeskal, Betty Okino, Kerri Strug, Michelle Campi e Hilary Grivich, foi superada pela seleção da União Soviética, de Svetlana Boginskaya e Oksana Chusovitina, mas manteve-se a frente do time romeno, de Lavinia Miloşovici. Nas assimétricas, empatada com a soviética Tatiana Gutsu, conquistou sua segunda medalha de prata, superada pela norte-coreana Kim Gwang Suk, por 0,050 ponto.

### Birmingham 1993
Entre os dias 12 e 18 de abril de 1993, em Birmingham, cidade do Reino Unido, agora aos dezesseis anos, Shannon conquistou três medalhas de ouro em sua segunda participação mundial. Esta edição teve a particularidade de não contar com a prova por equipes.
Presente em três finais, Miller encerrou o primeiro dia de competições como a vencedora do individual geral, após totalizar 39,062 pontos, a frente da romena Gina Gogean, por 0,007 ponto, e da ucraniana Tatiana Lisenko, segunda e terceira colocadas. Nos aparelhos, competiu ainda por mais duas vezes: nos exercícios de solo, após somar 9,787, conquistou sua segunda vitória na competição, superando Gogean mais uma vez; por fim, nas barras assimétricas, saiu-se novamente como medalhista de ouro, após atingir a nota 9,887 e encerrar a frente da compatriota Dominique Dawes. Com estes resultados, foi a primeira estadunidense, entre homens e mulheres, a conquistar três medalhas de ouro individuais em uma mesma edição de Campeonato Mundial. Tal feito, até a realização do Mundial de Londres, em 2009, mostrou-se ainda não atingido.

### Brisbane/Dortmund 1994
Esta competição possuiu a particularidade de ser dividida em duas: um campeonato com os eventos individuais e outro com a disputa por equipes. Em ambos, Shannon conquistou medalha.
Na cidade de Brisbane, realizaram-se as primeiras disputas, as individuais, decorridas entre os dias 19 e 24 de abril. No individual geral, que abriu os eventos, a ginasta conquistou o bicampeonato, ao totalizar 39,274, pouco menos de 0,040 a frente da romena Miloşovici. Com este resultado, Miller tornou-se a primeira bicampeã mundial da história da ginástica dos Estados Unidos. Adiante, foi finalista também em três aparelhos: no salto sobre o cavalo, atingiu a nota 9,543, suficiente para a sétima colocação; nos exercícios de solo, em prova conquistada pela russa Dina Kochetkova, encerrou na quarta posição, 0,075 a menos que a medalhista de bronze, a romena Gina Gogean, porém a frente da compatriota Dominique Dawes, sétima colocada; por fim, na trave de equilíbrio, após superar a ucraniana Lilia Podkopayeva, conquistou sua segunda vitória nesta edição e a primeira em seu principal aparelho.
Sete meses mais tarde, em Dortmund, deu-se a competição coletiva, disputada entre os dias 15 e 20 de novembro. Na final, o grupo formado por Amanda Borden, Amy Chow, Dominique Dawes, Larissa Fontaine, Shannon Miller, Jaycie Phelps e Kerri Strug, conquistou o vice-campeonato, ao ser superado pelo time romeno de Simona Amanar. Durante a final, Miller não competiu em nenhum aparelho, mas como fez parte da equipe durante a qualificatória, conquistou a medalha de prata.

### Sabae 1995
Em sua última participação em campeonatos mundiais, agora aos dezoito anos, Shannon disputou, no Japão, quatro finais. Apesar de qualificada nas primeiras colocações para as finais por aparelhos e do individual geral, com um total de 77,698, conquistou apenas uma medalha.
Ao lado de Mary Beth Arnold, Theresa Kulikowski, Dominique Moceanu, Jaycie Phelps, Kerri Strug e Doni Thompson, conquistou a medalha de bronze, após atingirem a nota 384,705, mais de três pontos a menos que as vencedoras da prova, as romenas. No individual geral, totalizou 38,386, suficiente para a 12ª colocação, em prova conquistada pela ucraniana Podkopayeva. Entre as três norte-americanas finalistas, Miller obteve o total mais baixo. Nos aparelhos, foi ainda a duas finais: nas barras assimétricas, foi a sétima, com um total de 9,712, a frente apenas da compatriota Phelps; e na trave de equilíbrio, foi a quarta colocada, em evento conquistado pela chinesa Mo Huilan.
Ao término desta quarta edição disputada, Miller encerrou sua participação mundiais com nove medalhas: cinco de ouro, três de prata e uma de bronze.

## Jogos Olímpicos
Em seus anos de carreira como ginasta, Miller conquistou medalhas. Foram cinco na edição de Barcelona e duas na edição de Atlanta, onde disputou os eventos em casa, nos Estados Unidos.

### Barcelona 1992
Estreando em Jogos Olímpicos, na edição de Barcelona - Espanha, Miller entrou para a história da ginástica norte-americana, ao conquistar cinco medalhas em uma única edição. Nessa, disputada aos quinze anos, foi o destaque da seleção.
Classificada para as seis finais, Miller disputou a primeira, por equipes, ao lado das companheiras Wendy Bruce, Dominique Dawes, Betty Okino, Kerri Strug e Kim Zmeskal. Findas as rotações, as norte-americanas encerram este primeiro evento com o somatório de 394,704, quase um ponto a menos que as campeãs representantes da extinta União Soviética, que compuseram a Equipe Unificada, e 0,375 atrás da romenas, vice-campeãs. Na seguinte final, do concurso geral, Miller saiu-se como segunda colocada e medalhista de prata, com o total de 39,725, a frente das romenas Lavinia Miloşovici e Cristina Bontas, porém, superada pela ucraniana Tatiana Gutsu, que representou a antiga URSS e atingiu nota 0,012 superior a da estadunidense.
Nas finais por aparelhos, conquistou ainda três medalhas: no salto sobre o cavalo, único aparelho no qual não subiu ao pódio, em prova conquistada pela hucraniana Henrietta Onodi e pela romena Milosvici, obteve a nota 9,837 e encerrou na sexta posição, a frente da companheira de seleção Zmeskal; nas barras assimétricas, foi a terceira colocada, superada pela chinesa Lu Li, que atingiu o chamado dez perfeito, e novamente por uma diferença de décimos para Gutsu, medalhista de prata, 0,013 ponto; na trave de equilíbrio, somou 9,912 e, empatada com Li, foi medalhista de prata, atrás da também ucraniana representante da ex-União Soviética, Tatiana Lisenko; por fim, nos exercícios de solo, em um tríplice empate, junto a Gutsu e Bontas, foi pela terceira vez medalhista de bronze, em prova conquistada por Lavinia, outra ginasta a atingir a nota dez.

### Atlanta 1996
Em 1996, participou de sua última edição de Jogos Olímpicos, em Atlanta, disputados aos dezessete anos. Na ocasião, a ginasta qualificou-se para três finais das seis possíveis, e como a segunda colocada no geral da qualificatória, com 78,028, a frente da russa Dina Kochetkova.
Na primeira final, a coletiva, os Estados Unidos mantiveram-se a frente da Rússia e da Romênia por quase todas as rotações. No entanto, para vencerem a competição, dependiam ainda de um bom resultado no salto sobre o cavalo, último aparelho para as estadunidenses. Após a apresentação das russas, elas lideravam e aguardavam as notas das anfitriãs. A se apresentar, a companheira de equipe de Shannon, Kerri Strug, saltou e lesionou-se. Contudo, seguiu ao segundo salto, somou pontos suficientes para a vitória da seleção e destacou-se nessa primeira etapa das finais, que deixou os Estados Unidos, de time formado por Miller, Dominique Dawes, Dominique Moceanu, Strug, Amanda Borden e Amy Chow, quase um ponto a frente da equipe russa. Com o resultado, inédito até então, formou-se no país a nação mais prestigiada e reconhecida da história dos Estados Unidos, as Sete Magníficas (em inglês:  Magnificent Seven). Seguindo nos dias de competições, deu-se a final do individual geral. Nele, Shannon não ultrapassou a oitava colocação, após totalizar 38,811 e ficar a 0,374 ponto da primeira colocada, a ucraniana Lilia Podkopayeva. No entanto, foi a norte-americana melhor colocada, a frente de Moceanu e Dawes. Nas finais por aparelhos, esteve presente em dois: no salto, foi a única representante da nação e, em prova vencida pela romena Simona Amanar, foi a oitava colocada, quase meio ponto abaixo da primeira nota; já na trave, seu aparelho favorito, superou Podkopayeva e Gina Gogean, para terminar com sua segunda medalha de ouro olímpica.
Ao final deste evento, Miller totalizou sete medalhas olímpicas, entre as duas participações, tornando-se então a ginasta norte-americana que mais conquistou medalhas olímpicas, com duas de ouro, duas de prata e três de bronze.

## Principais resultados
| Ano  | Evento                                    | AA                | Equipe            | Salto sobre o cavalo. | Trave.           | Barras assimétricas. | Solo.             |
| ---- | ----------------------------------------- | ----------------- | ----------------- | --------------------- | ---------------- | -------------------- | ----------------- |
| 1988 | Campeonato Pan-Americano (júnior)         | Medalha de prata  |                   |                       | 5º               | Medalha de bronze    |                   |
| 1989 | Festival Olímpico Americano (júnior)      | Medalha de bronze |                   |                       |                  | Medalha de ouro      |                   |
| 1990 | Campeonato Nacional Americano             | 8º                |                   |                       |                  |                      |                   |
| 1990 | Copa Catalina                             | Medalha de ouro   |                   | Medalha de ouro       | Medalha de ouro  | Medalha de prata     | Medalha de ouro   |
| 1991 | Campeonato Nacional Americano             |                   |                   |                       |                  | Medalha de ouro      |                   |
| 1991 | Campeonato Mundial de Ginástica Artística |                   | Medalha de prata  |                       |                  | Medalha de prata     |                   |
| 1992 | Pré-Olímpico                              | Medalha de ouro   |                   |                       |                  |                      |                   |
| 1992 | Jogos Olímpicos                           | Medalha de prata  | Medalha de bronze | 6º                    | Medalha de prata | Medalha de bronze    | Medalha de bronze |
| 1993 | Campeonato Mundial de Ginástica Artística | Medalha de ouro   |                   |                       |                  | Medalha de ouro      | Medalha de ouro   |
| 1994 | Jogos da Amizade                          | Medalha de prata  |                   | Medalha de prata      | Medalha de ouro  | Medalha de prata     | Medalha de ouro   |
| 1995 | Jogos Pan-Americanos                      | Medalha de ouro   | Medalha de ouro   | Medalha de ouro       |                  | Medalha de ouro      | Medalha de ouro   |
| 1995 | Campeonato Mundial de Ginástica Artística |                   | Medalha de bronze |                       |                  |                      |                   |
| 1996 | Jogos Olímpicos                           | 8º                | Medalha de ouro   | 8º                    | Medalha de ouro  |                      |                   |

## Vida após a ginástica

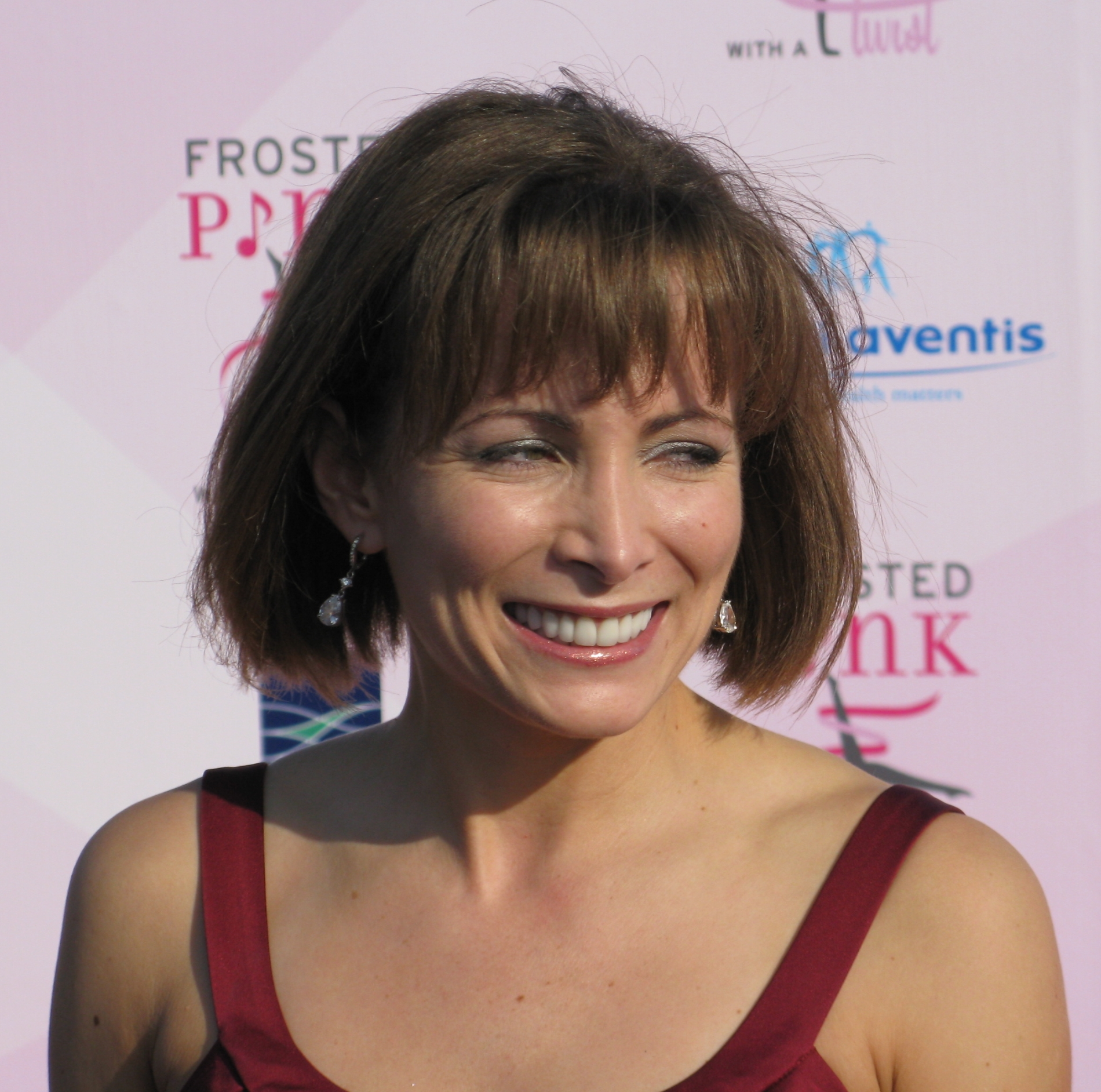
Shannon, no Frosted Pink, campanha contra o câncer (2008).

Após deixar a carreira de ginasta, Miller não abandonou o desporto, principalmente a modalidade. A ex-atleta apresenta, pelo canal Comcast Network desde 2004, um programa relacionado à modalidade, chamado Gymnastics 360 with Shannon Miller e está sempre junta às ginastas da atualidade, como as compatriotas Nastia Liukin e Shawn Johnson. Nele, entrevista os atletas, em uma conversa sobre suas vidas e sobre o esporte que praticam. Em sua carreira como comentarista de rádio e televisão, apresentou por inúmeras vezes as premiações Kids Choice Awards e Southern Sports Awards, foi aos Jogos Olímpicos de Sydney e às Olimpíadas de Atenas, esteve presente em competições norte-americanas, como a Copa América e o Campeonato Nacional, e, em 2008, foi a anfitriã no Frosted Pink with a Twist, cujo objetivo era conscientizar e educar as mulheres para identificar e lidar com o câncer feminino. Entre aparições em programas de tv, estão as no Today Show e no Late Night with David Letterman.
Em outro ramo que seguiu, o de escritora e autora, Miller colaborou para as revistas Vogue, Sports Illustrated (incluída a versão infantil) e International Gymnast, entre algumas outras publicações relacionadas a prática esportiva e saúde. Já na revista norte-americana Inside Gymnastics, possui uma coluna fixa chamada “Shannon Says”. Como autora, envolveu-se com os livros Rizzoli’s Balancing Acts, Letters to My Younger Self e Born to Dream, além de ter escrito o Winning Everyday: Gold Medal Advice for Healthy Happy Living, publicado pela editora Random House. Em 2010, começou a colaborar em séries de fitness para a mulher e em um livro de receitas pré-parto, elaborado pela Chef Jessica Bright.

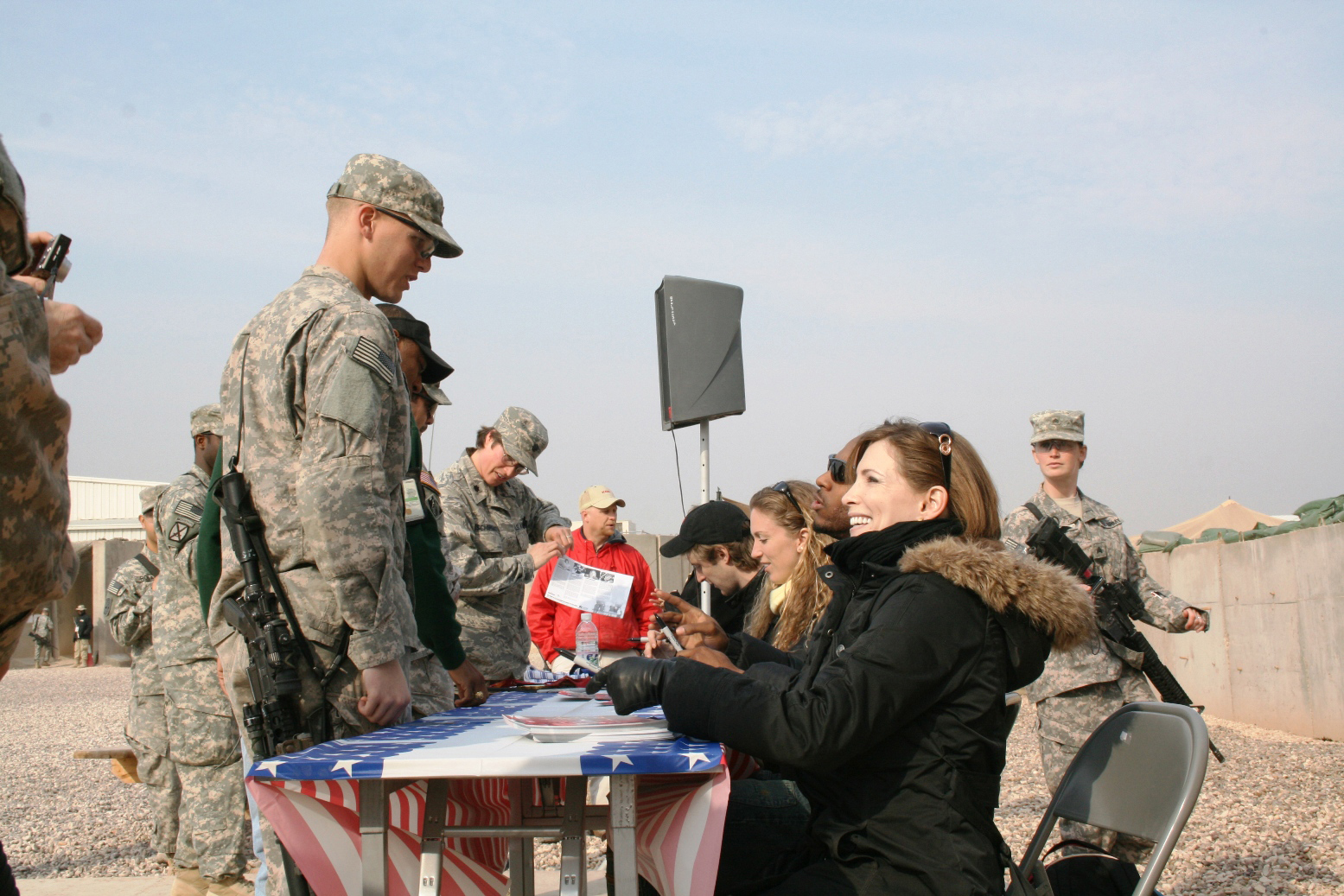
Shannon, em 2009, ao lado de outros atletas, deu autógrafos e falou com os soldados norte-americanos durante a turnê Herói Olímpico.

Engajada em outra empreitada, Shannon apresenta-se como defensora da saúde e do bem-estar feminino e infantil. Frequentemente aparece falando sobre assuntos relacionados, especialmente no que trata as jovens. Por seu envolvimento com a divulgação e os aprimoramentos dos métodos - tornando-os mais eficazes e acessíveis - de prática de exercícios e alimentação saudável, é constantemente convocada como oradora profissional para abordar tópicos sobre um estilo de vida saudável, que inclui capacitação, liderança e organização de metas para vencer obstáculos. Este outro trabalho exerce em audiências, associações e universidades em todo o país. Em 2007, inaugurou a Shannon Miller Foundation, que visa combater a obesidade infantil, dando às crianças o acesso a atividade física e o conhecimento sobre a boa nutrição No mesmo ano, foi nomeada co-presidente do Conselho do Governador em Educação à Aptidão Física, pelo governador da Flórida, Charlie Crist. Para 2010, programou o lançamento do site www.ShannonMillerLifestyle.com, dedicado à saúde e adequado a mulheres de todas as idades, além de ter gravado um DVD com exercícios para as mães que acabaram de ter seus filhos recuperarem a boa forma. Entre alguns outros cargos exerce, estão apoiar o governador Crist pela Federação Esportiva da Flórida, ter sido representante do Conselho da Divisão de Atletas de Chicago 2016, estar filiada ao Museu de Esportes da América e ser a presidente honorária do Oklahoma City Memorial Kids Race.
Não longe dos objetivos de seu trabalho, estão as obras de caridade, para as quais colabora no combate ao câncer, a AIDS, ao alzheimer, obesidade e a distrofia muscular. Em 2008, visitou também os soldados estadunidenses no Afeganistão. Entre suas aparições públicas estão ainda uma visita ao hospital que trata de câncer infantil da University of Chicago Medical Center, onde esteve junto à recém campeã olímpica, Shawn Johnson, uma campanha para o fim do câncer cervical: Mês da detecção do câncer cervical, e uma outra visita aos soldados, desta vez, no Iraque, em 6 de janeiro de 2009. Em dezembro de 2010, após exames de rotina, um tumor do tamanho de uma bola de beisebol foi detectado na região de seus ovários. Miller então foi submetida a uma cirurgia de emergência, que teria acabado com o câncer, segundo os prognósticos médicos. No entanto, em nota divulgada pela ex-atleta, três baterias de quimioterapia foram marcadas para o início de março de 2011.